# Hugo Thiemann
Hugo Thiemann, né Heiden le 2 février 1917 et mort le 10 juin 2012,, est un électro-physicien suisse ayant vécu dans le canton de Genève.
Directeur du centre de recherche Batelle Research Institute, il est membre honoraire du Club de Rome.

## Biographie
Hugo Thiemann sort diplômé de l'ETH de Zürich en 1939 et y obtient également un doctorat en physiques appliquées en 1947.
Pendant les années 1930 et 1940, Hugo Thiemann travaille au développement de la technologie Eidophor qui s'applique au téléviseur grand écran et utilisée par la NASA pour son programme Apollo. Il fut invité à prendre part au projet Manhattan mais déclina l'offre. En 1956, il est nommé à la tête de l'institut Batelle. Il travaille entre autres à la conception du futur TGV avec la SNCF.
En 1968, Hugo Thiemann crée avec Aurelio Peccei et Alexander King le Club de Rome qui vise à encourager les pays à devenir plus responsables avec la consommation de leurs ressources. Le 21 novembre 1972, il donne une conférence au CERN sur le sujet The limits of growth.
De 1974 à 1985, il est chargé de la R&D pour Nestlé.